# Mastigophorophyllon cirriferum
Mastigophorophyllon cirriferum är en mångfotingart som beskrevs av Karl Wilhelm Verhoeff 1899. Mastigophorophyllon cirriferum ingår i släktet Mastigophorophyllon och familjen Mastigophorophyllidae. Utöver nominatformen finns också underarten M. c. tatranum.